# Danil Stepanov
Danil Andreevič Stepanov (in russo Данил Андреевич Степанов?; Kazan', 25 gennaio 2000) è un calciatore russo, difensore svincolato.

## Caratteristiche tecniche
È un terzino sinistro.

## Carriera

### Club
Cresciuto nel settore giovanile del Rubin, ha esordito in prima squadra il 9 dicembre 2018 disputando l'incontro di Prem'er-Liga vinto 2-1 contro lo Zenit San Pietroburgo.

### Nazionale
Ha giocato nelle nazionali giovanili russe Under-17 ed Under-21.

## Statistiche
Statistiche aggiornate al 15 aprile 2019.

### Presenze e reti nei club
| Stagione        | Squadra         | Campionato      | Campionato | Campionato | Coppe nazionali | Coppe nazionali | Coppe nazionali | Coppe continentali | Coppe continentali | Coppe continentali | Altre coppe | Altre coppe | Altre coppe | Totale | Totale | Totale |
| Stagione        | Squadra         | Comp            | Pres       | Reti       | Comp            | Pres            | Reti            | Comp               | Pres               | Reti               | Comp        | Pres        | Reti        | Pres   | Reti   |        |
| --------------- | --------------- | --------------- | ---------- | ---------- | --------------- | --------------- | --------------- | ------------------ | ------------------ | ------------------ | ----------- | ----------- | ----------- | ------ | ------ | ------ |
| 2018-2019       | Rubin           | PL              | 4          | 0          | CR              | 1               | 0               |                    | -                  | -                  |             | -           | -           | 5      | 0      |        |
| Totale carriera | Totale carriera | Totale carriera | 4          | 0          |                 | 1               | 0               |                    | -                  | -                  |             | -           | -           | 5      | 0      |        |